# Roderic Duncan Cameron
Roderic Duncan Cameron, britanski general, * 16. februar 1893, † 1975.